# 一汽轿车
一汽轎車股份有限公司（深交所：000800）是中國第一汽車集團的子公司，在1997年成立，從事開發、製造、銷售轎車、旅遊車等及其配件，品牌包括紅旗HQ3、奔腾 (汽车)及馬自達6等系列。公司總部為吉林長春。

## 連結
- 一汽轎車股份有限公司 （页面存档备份，存于）